# Bečka konvencija o diplomatskim odnosima
Bečka konvencija o diplomatskim odnosima iz 1961. godine je međunarodni sporazum koji definiše okvir za diplomatske odnose između nezavisnih država. Ona određuje privilegije diplomatske misije koje omogućavaju diplomatama da izvršavaju svoju funkciju bez straha od prinude ili uznemiravanja od strane zemlje domaćina. Ovo predstavlja pravnu osnovu za diplomatski imunitet. Njeni članovi se smatraju temeljima savremenih međunarodnih odnosa. Od februara 2017. ratifikovano je od 191 države. 

## Istorija
Tokom istorije suverenih država, diplomate su uživali poseban status. Njihova funkcija pregovaranja o sporazumima između država zahteva posebne privilegije. Izaslanik iz druge nacije tradicionalno se tretira kao gost, njihova komunikacija sa njihovom domovinom se tretira kao poverljiva, a njihova sloboda od prinude i potčinjavanja od strane države domaćina tretira se kao suštinska.
Prvi pokušaj kodifikacije diplomatskog imuniteta u diplomatsko pravo dogodio se Bečkim kongresom 1815. godine. Ovo je mnogo kasnije pratila Konvencija o diplomatskim službenicima (Havana, 1928).
Ovaj sporazum o postupanju sa diplomatama je bio rezultat nacrta Komisije za međunarodno pravo. Sporazum je usvojen 18. aprila 1961. godine Konferencijom Ujedinjenih nacija o diplomatskim odnosima i imunitetima održanoj u Beču, Austrija, a prvi put je sproveden 24. aprila 1964. godine. Na istoj konferenciji je usvojen i Opcioni protokol o sticanju državljanstva, Opcioni protokol koji se odnosi na Obavezno rešavanje sporova, Završni akt i četiri rezolucije priložene tom Zakonu.
Dve godine kasnije, Ujedinjene nacije su usvojile blisko povezani sporazum, Bečku konvenciju o konzularnim odnosima.

## Sažetak odredbi
Ugovor je obiman dokument, koji sadrži 53 članka. U nastavku sledi osnovni pregled njegovih ključnih odredbi.
- Član 9. Država domaćin u bilo kom trenutku i iz bilo kog razloga može proglasiti određenog člana diplomatskog osoblja nepoželjnom osobom. Država koja šalje mora opozvati to lice u razumnom vremenskom roku, ili u protivnom, to lice može izgubiti njihov diplomatski imunitet.
- Član 22. Prostorije diplomatske misije, kao što je ambasada, su neprikosnovene i država domaćin ne sme ulaziti u njih osim uz dozvolu šefa misije. Štaviše, zemlja domaćin mora zaštititi misiju od upada ili štete. Država domaćin ne sme nikada pretraživati prostorije, niti zapleniti dokumente ili imovinu unutar njih. Član 30 proširuje ovu odredbu na privatno prebivalište diplomata.
- Član 24 utvrđuje da su arhivi i dokumenti diplomatske misije neprikosnoveni. Država prijema ne može oduzeti ili otvoriti takve dokumente.
- Član 27. Država domaćin mora dozvoliti i zaštititi slobodnu komunikaciju između diplomata misije i njihove zemlje. Diplomatska torba nikada ne sme da se otvori čak i zbog sumnje na zloupotrebu. Diplomatski kurir nikada ne sme biti uhapšen ili zadržan.
- Član 29. Diplomate ne smeju biti odgovorni ni za kakav oblik hapšenja ili pritvora. Imuni su od građanskog ili krivičnog gonjenja, mada zemlja koja šalje može odustati od ovog prava prema članu 32. Prema članu 34, oni su oslobođeni većine poreza, a prema članu 36, oni su izuzeti od većine carinskih dažbina.
- Član 31.1c Akcije koje nisu obuhvaćene diplomatskim imunitetom: profesionalne aktivnosti van zvaničnih funkcija diplomata.
- Član 34 govori o oslobađanju od poreza diplomatskih predstavnika, dok član 36 utvrđuje da su diplomatski predstavnici izuzeti od carinskih dažbina.
- Član 37. Članovi porodice diplomata koji žive u zemlji domaćina uživaju uglavnom iste zaštite kao i same diplomate.

## Opcioni protokoli
U istoj godini kada je sporazum usvojen, dodati su dva protokola za amandmane. Zemlje mogu ratifikovati glavni ugovor bez neophodnog ratifikovanja ovih opcionih sporazuma.
- Što se tiče sticanja državljanstva. Šef misije, osoblje misije i njihove porodice ne mogu dobiti državljanstvo zemlje prijema.
- Što se tiče obaveznog rešavanja sporova. Sporovi koji proizilaze iz tumačenja ovog sporazuma mogu se podneti pred Međunarodnim sudom pravde.

## Države ugovornice konvencije
Od februara 2017. godine postoji 191 država ugovornica konvencije uključujući sve države članice UN-a osim Palaua, Solomonskih ostrva, Južnog Sudana i Vanuatu. Uključene kao države članice su Sveti Vid i država Palestine, dve države posmatrači. Republika Kina je potpisala i ratifikovala Bečku konvenciju o diplomatskim odnosima 18. aprila 1961. i 19. decembra 1969, pre nego što su UN odobrile sedište Kine u Narodnoj Republici Kini. Ne postoje države koje su potpisale ugovor, a da ga nisu ratifikovale.

## Spoljašnje veze
- http://legal.un.org/ilc/texts/instruments/english/conventions/9_1_1961.pdf